# Robert Johannes Meyer
Robert Johannes Meyer (* 1882; † 1967) war ein deutscher Jurist.

## Leben
Meyer war im gesellschaftlichen Leben der Hansestadt sehr aktiv und war u. a. Ehrenmitglied und Vorsitzender des Beirates der Gesellschaft der Bücherfreunde zu Hamburg. Im Jahr 1925 wurde Meyer zum ersten Vorsitzenden des Hamburger Kunstvereins gewählt. Von diesem Amt trat er allerdings am 1. Juni 1933 zurück, weil er nach der Machtergreifung die „Gleichschaltung“ des Kunstvereins einleiten sollte. 
Meyer war von 1931 bis 1933 Präsident des Landgerichts Hamburg. Er stimmte nach der Machtübernahme der Nationalsozialisten der Entlassung jüdischer Richter nicht zu und wurde daher zwangspensioniert. Im Gedenken daran wurde im Landgericht Hamburg später sein Bildnis enthüllt.
Er lebte zeit seines Lebens in Hamburg und wurde 1958 vom Hamburger Senat mit der Medaille für Kunst und Wissenschaft ausgezeichnet.
Sein Sohn ist der Verleger Andreas Gustav Johannes Meyer (Merlin Verlag). Sein Enkel ist der Botschafter Matthias Alfred Johannes Meyer.